# Orrje & Co
Orrje & Co var en konsulterande ingenjörs- och arkitektbyrå inom samhällsbyggnadssektorn. 

## Historik

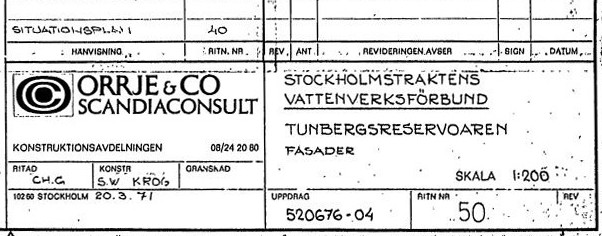
Företagets ritningsstämpel, 1971.

Bolaget startades av fem ingenjörer 1947 däribland Alfred Orrje. Verksamhetens inriktning var från början utredningar och bygghandlingar för vatten- och avloppsanläggningar, men kom under 1950-talet att bli bredare. Företaget låg inledningsvis i Saltsjöbaden men flyttade snart till Krukmakargatan på Södermalm i Stockholm, och kom sedan att bli rikstäckande. Det kom att bli ett av de ledande i branschen, bl.a. genom uppköp av mindre konsultbolag, och antalet anställda var 1 200 i slutet av 1960-talet.

### Börstillvaro
Bolaget bytte 1977 namn till Scandiaconsult, ett namn som tidigare använts i utlandsverksamheten. Efter en omorganisation börsintroducerades bolaget 1979 under namnet Prospector. 1983 köptes 50% av aktierna av Enator med John Wattin som också blev koncernchef. Scandiaconsult avknoppades 1989 genom en börsintroduktion och var noterat på Stockholmsbörsen 1989-2003 då företaget köptes upp av det danska konsultbolaget Ramböll.

## Arbeten i urval

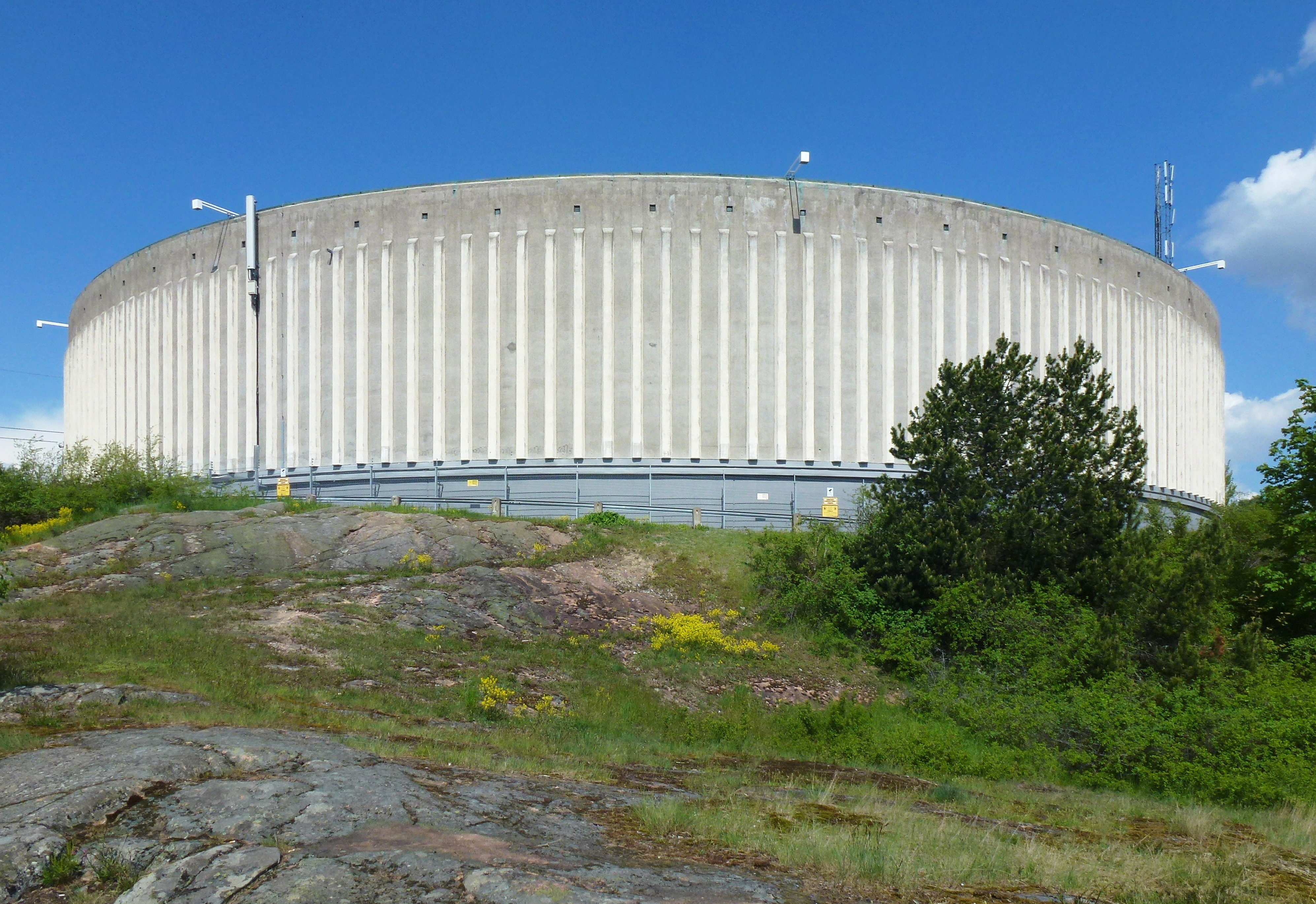
Tunbergets vattentorn.

- Stadsplan för Mariehem (1964 och 1968), Umeå
- Gustavsbergs vattentorn (1964), Värmdö kommun
- Storvretens vattentorn (1966), Botkyrka kommun
- Tunbergets vattentorn (1971), Sollentuna
- Utredning angående skydd av grundvattentäkt vid Totra (1971), Gävle kommun